# Tyrrell 008
El Tyrrell 008 fue un coche de Fórmula 1 fabricado y pilotado por el equipo Tyrrell Racing durante la temporada de 1978. Conducido por Didier Pironi y Patrick Depailler, logró varios podios, incluida una victoria en el Gran Premio de Mónaco de 1978.

## Desarrollo
El Tyrrell 008 fue diseñado por Maurice Philippe para reemplazar el Tyrrell P34 de seis ruedas utilizado en las dos temporadas anteriores. Utilizó un monocasco de aluminio delante de un Cosworth DFV V8.
El 008 fue concebido originalmente como un fan car, similar al Brabham BT46. La idea era colocar los radiadores en la parte inferior del coche, mejorando así la aerodinámica, y utilizar el ventilador para extraer calor de ellos. Se había desarrollado un pequeño ventilador montado en la parte trasera para enfriar los radiadores de aceite y agua con la ventaja adicional de la carga aerodinámica, pero a diferencia del esfuerzo de Gordon Murray, el equipo no pudo hacer que la tecnología funcionara de manera efectiva. El coche se sobrecalentaba periódicamente durante las pruebas y el ventilador dejaba de funcionar silenciosamente. Sin embargo, el asistente de Murray, David Cox, observó al 008 durante las pruebas y le dio a su jefe todos los detalles que pudo.

## Historia
Para 1978, Tyrrell contrató a Didier Pironi para conducir junto a Patrick Depailler. El 008 hizo su debut en el Gran Premio de Argentina que abrió la temporada, donde Depailler se clasificó décimo y terminó tercero. Aunque se retiró del siguiente Gran Premio de Brasil, registró podios consecutivos en los siguientes tres eventos; un segundo en Sudáfrica, un tercero en Estados Unidos y su primera victoria en Mónaco, donde logró su mejor clasificación del año, la quinta. Logró tres puntos más durante el resto de la temporada, el mejor de ellos segundos en el Gran Premio de Austria. La confiabilidad fue un problema porque solo terminó ocho carreras.
Pironi ocupó el puesto 23 en la parrilla de Argentina y llegó a casa en el puesto 14. Obtuvo un punto por el sexto lugar en la siguiente carrera en Brasil, el primero de sus cinco puntos en 1978. Su mejor puesto fue el quinto, logrado dos veces, en Mónaco y Alemania. Su mejor clasificación fue novena, en Austria, una de las dos únicas carreras en las que superó a Depailler.
El equipo terminó en cuarto lugar en el Campeonato de Constructores con un total de 38 puntos. Depailler fue quinto en el Campeonato de Pilotos con 34 puntos, mientras que Pironi fue 15º con siete puntos.

## Resultados
(Clave) (negrita indica pole position) (cursiva indica vuelta rápida)

| Año  | Equipo           | Motor   | Ruedas | Pilotos           | 1   | 2   | 3   | 4   | 5   | 6   | 7   | 8   | 9   | 10  | 11  | 12  | 13  | 14  | 15  | 16  | Pts | Pos, |
| ---- | ---------------- | ------- | ------ | ----------------- | --- | --- | --- | --- | --- | --- | --- | --- | --- | --- | --- | --- | --- | --- | --- | --- | --- | ---- |
| 1978 | Elf Team Tyrrell | Ford V8 | G      |                   | ARG | BRA | RSA | USW | MON | BEL | ESP | SWE | FRA | GBR | GER | AUT | NED | ITA | USA | CAN | 38  | 4°   |
| 1978 | Elf Team Tyrrell | Ford V8 | G      | Didier Pironi     | 14  | 6   | 6   | Ret | 5   | 6   | 12  | Ret | 10  | Ret | 5   | Ret | Ret | Ret | 10  | 7   | 38  | 4°   |
| 1978 | Elf Team Tyrrell | Ford V8 | G      | Patrick Depailler | 3   | Ret | 2   | 3   | 1   | Ret | Ret | Ret | Ret | 4   | Ret | 2   | Ret | 11  | Ret | 5   | 38  | 4°   |